# Nikolay Dmitrievich Kondratiev
Nikolai Dmitrievich Kondratiev (tiếng Nga: Николай Дмитриевич Кондратьев, 4/3/1892- 17/9/1938) là một nhà kinh tế người Nga và Liên Xô. Ông là người đặt nền móng cho học thuyết về các chu kỳ kinh tế gọi là sóng Kondratiev, đồng thời cũng là người thiết lập cơ sở lý thuyết cho Chính sách kinh tế mới (NEP) tại Liên Xô. Ông bị Bộ Dân ủy Nội vụ Liên bang Nga (NKVD) bắt giữ năm 1930 theo sự buộc tội giả mạo và ngày 17 tháng 9 năm 1938 bị bắn tại trường bắn Kommunarka, tỉnh Moskva.

## Tiểu sử
Nikolai Dmitrievich Kondratiev sinh ngày 4 tháng 3 năm 1892 tại làng Galuevskaya (Goluykha), huyện Kineshma, tỉnh Kostroma (ngày nay là huyện Vichuga, tỉnh Ivanovo, khoảng 5 km tính từ thị trấn Vichuga), trong một gia đình nông dân.
Từ năm 1905 ông là đảng viên Đảng Cách mạng Xã hội Nga. Năm 1911 ông theo học tại khoa luật Đại học Sankt Peterburg. Ông là học trò của Mikhail Ivanovich Tugan-Baranovsky (1865-1919). Sau khi tốt nghiệp làm việc tại bộ môn kinh tế chính trị và thống kê.
Ngày 5 tháng 10 năm 1917, ông được cử giữ chức thứ trưởng Bộ Lương thực thực phẩm trong nội các của chính phủ lâm thời cuối cùng do Aleksandr Fyodorovich Kerenskii làm thủ tướng. Từ năm 1918, ở Moskva ông giảng dạy tại Viện Hợp tác xã và Học viện Nông nghiệp Petrovskaya. Ông là người sáng lập và giám đốc đầu tiên của Viện Cục diện kinh tế (từ năm 1920 tới năm 1928). Tháng 8 năm 1920 do tham gia Liên minh Phục sinh nước Nga nên ông bị bắt giữ, nhưng sau vài tháng đã được tha ra nhờ các cố gắng của I. A. Theodorovich và A. V. Chayanov.
Từ năm 1920 tới năm 1923 ông làm việc tại Bộ Dân ủy Nông nghiệp Liên bang Nga, đứng đầu Cục quản lý kinh tế và chính trị nông nghiệp và là một "chuyên gia khoa học". Ông cũng làm việc tại Vụ Nông nghiệp của Ủy ban Kế hoạch Nhà nước Liên Xô
Năm 1923, Kondratiev tham gia vào cuộc tranh luận về "Khủng hoảng lưỡi kéo", theo ý kiến chung của các đồng nghiệp của ông. Từ năm 1923 tới năm 1925, ông làm công việc lập kế hoạch 5 năm cho sự phát triển của nền nông nghiệp Xô viết. Năm 1924, sau khi xuất bản cuốn sách đầu tiên của mình, trong đó đưa ra phiên bản thử đầu tiên về học thuyết các chu kỳ lớn của ông, Kondratiev đã tới Anh, Đức, Canada và Hoa Kỳ, thăm một vài trường đại học trước khi trở về Nga.
Là người đề xướng Chính sách kinh tế mới của Liên Xô, Kondratiev ủng hộ lựa chọn chiến lược ưu tiên phát triển nông nghiệp và công nghiệp sản xuất hàng tiêu dùng hơn là phát triển công nghiệp nặng. Ảnh hưởng của Kondratiev đối với các chính sách kinh tế kéo dài tới năm 1925, suy giảm trong năm 1926 và kết thúc trong năm 1927. Vào khoảng thời gian này, NEP đã dần dần bị hủy bỏ do sự dịch chuyển quyền lực chính trị trong nội bộ Đảng Cộng sản Liên Xô.
Ngày 19 tháng 4 năm 1928 ông bị cách chức; ngày 19 tháng 6 năm 1930 bị bắt giữ trong "vụ án Đảng Nông dân Lao động", tới ngày 26 tháng 1 năm 1932, bị buộc tội như là "giáo sư của bọn kulak" theo bản án của Cục quản lý chính trị quốc gia trực thuộc NKVD ông bị kết án 8 năm tù. Từ tháng 2 năm 1932, ông bị giam giữ tại nhà tù chính trị Suzdal. Mặc dù sức khỏe bị giảm sút do các điều kiện giam cầm tồi tệ nhưng ông vẫn tiếp tục công việc nghiên cứu của mình và quyết định viết 5 cuốn sách mới, như trong thư ông gửi cho vợ. Một số cuốn sách trong số này đã hoàn thành và được xuất bản.
Bức thư cuối cùng ông gửi cho con gái của mình, Elena Kondratieva, đề ngày 31 tháng 8 năm 1938. Ngày 17 tháng 9 năm 1938, Hội đồng quân sự Tòa án tối cao Liên Xô xử ông tử hình và ông bị bắn trong cùng ngày này. Ông bị bắn và chôn cất tại trường bắn Kommunarka (tỉnh Moskva).
Ông được phục hồi danh dự ngày 24 tháng 5 năm 1963.
Theo học thuyết đã trở thành kinh điển của các chu kỳ Kondratiev lớn thì:
…войны и революции возникают на почве реальных, и прежде всего экономических условий… на почве повышения темпа и напряжения конъюнктуры экономической жизни, обострения экономической конкуренции за рынки и сырье… Социальные потрясения возникают легче всего именно в период бурного натиска новых экономических сил...
...những cuộc chiến tranh và cách mạng xảy ra trên cơ sở của các điều kiện thực tế, và trên tất cả là các điều kiện kinh tế... trên cơ sở nâng cao nhịp độ và sự căng thẳng của cục diện đời sống kinh tế, sự làm trầm trọng thêm của cạnh tranh kinh tế vì thị trường và nguyên liệu... Các biến động xã hội xảy ra dễ dàng hơn chính là trong giai đoạn xảy ra áp lực dữ dội của các lực lượng kinh tế mới...

Năm 1992, để kỷ niệm 100 năm ngày sinh của ông, người ta đã thành lập Quỹ Quốc tế N. D. Kondratiev.

## Các tác phẩm
Bao gồm sách và bài báo, xếp theo năm công bố:
- 1922 - The World Economy and its Conjunctures During and After the War (Kinh tế thế giới và các cục diện của nó trong và sau chiến tranh)
- 1923 - Some Controversial Questions Concerning the World Economy and Crisis (Answer to Our Critiques) (Một vài câu hỏi mâu thuẫn liên quan tới kinh tế thế giới và khủng hoảng (Trả lời cho các phê phán đối với chúng tôi))
- 1924 - On the Notion of Economic Statics, Dynamics and Fluctuations (Về khái niệm tĩnh lực, động lực và các dao động kinh tế)
- 1925 - The Major Economic Cycles (Các chu kỳ kinh tế lớn)
- 1926a - About the Question of the Major Cycles of the Conjuncture (Về câu hỏi về các chu kỳ lớn của cục diện kinh tế)
- 1926b - Problems of Forecasting (Các vấn đề dự báo)
- 1928a - The Major Cycles of the Conjuncture (Các chu kỳ cục diện kinh tế lớn)
- 1928b - Dynamics of Industrial and Agricultural Prices (Contribution to the Theory of Relative Dynamics and Conjuncture) (Động lực của giá cả công và nông nghiệp (Đóng góp vào học thuyết về động lực tương đối và cục diện kinh tế)).
- 1934 - Основные проблемы экономической статики и динамики (Các vấn đề cơ bản của thống kê và động lực kinh tế)
- Проблемы экономической динамики (Các vấn đề của động lực kinh tế). - Moskva, Nhà xuất bản kinh tế, 1989.
- Kondratiev N. D., Yakovets Yu. V., Abalkin L. I. Большие циклы конъюнктуры и теория предвидения (Các chu kỳ lớn của cục diện kinh tế và học thuyết tiên đoán) Các tác phẩm chọn lọc - Moskva, Nhà xuất bản kinh tế, 2002.

Tuyển tập các công trình của ông lần đầu tiên được Stephen S. Wilson dịch sang tiếng Anh năm 1998.